# Alain Feutrier
Alain Feutrier (San Giovanni di Moriana, 16 febbraio 1968) è un ex sciatore alpino francese.

## Biografia
Specialista delle prove tecniche originario di Valloire, Feutrier debuttò in campo internazionale in occasione dei XV Giochi olimpici invernali di Calgary 1988, dove non completò lo slalom gigante; ottenne il primo piazzamento in Coppa del Mondo l'11 dicembre 1990 a Sestriere in slalom speciale (14º) e ai successivi Mondiali di Saalbach-Hinterglemm 1991, sua prima presenza iridata, si classificò 11º nello slalom gigante.
Ai XVI Giochi olimpici invernali di Albertville 1992, sua ultima presenza olimpica, si piazzò 19º nello slalom gigante e non completò lo slalom speciale; il 23 dicembre dello stesso anno conquistò l'unico podio in Coppa del Mondo, nello slalom gigante della Gran Risa in Alta Badia (2º), e ai successivi Mondiali di Morioka 1993, sua ultima presenza iridata, nella medesima specialità si classificò al 15º posto. Prese per l'ultima volta il via in Coppa del Mondo il 6 gennaio 1995 a Kranjska Gora in slalom gigante, senza completare la prova,  e si ritirò al termine di quella stessa stagione 1994-1995: la sua ultima gara fu uno slalom gigante FIS disputato il 6 aprile a Puy-Saint-Vincent.

## Palmarès

### Coppa del Mondo
- Miglior piazzamento in classifica generale: 55º nel 1993
- 1 podio:
  - 1 secondo posto

### Campionati francesi
- 3 medaglie (dati parziali fino alla stagione 1994-1995):
  - 2 ori (parallelo nel 1989; slalom gigante nel 1991)[senza fonte]
  - 1 argento (slalom gigante nel 1995)